# Josef Grahamer
Josef Benno Grahamer OSB (* 1. Juni 1888 in Eisenhofen bei Dachau; † 4. Oktober 1950 in Pjöngjang, Nordkorea) war ein deutscher Missionsbenediktiner, Mediziner und Märtyrer von Tokwon.

## Leben und Wirken
Vier Monate nach der Geburt starb sein Vater, Simon Grahamer, 35-jährig und hinterließ seine Frau (Kreszenz, geb. Bonn) mit sechs Kindern. 1901 verließ Grahamer die örtliche Volksschule in Hof mit einem ausgezeichneten Abschluss und begann am 1. Juni 1902 eine dreijährige Schneiderlehre in Aichach. Die Arbeit als Schneidergehilfe in Tandern musste er im Dezember 1905 aus gesundheitlichen Gründen (Unterleibsleiden) abbrechen. Nach überstandener Krankheit konnte er im Juli 1906 eine Stelle bei einer Schneiderei in Welshofen (Erdweg) annehmen, die er allerdings bereits fünf Monate später, im November 1906, aufgab.
Seine zwei Schwestern waren bei den Dillinger Franziskanerinnen eingetreten. Als sein Bruder Johann (Pater Petrus Claver) das zeitliche Ordensgelübde bei den Missionsbenediktinern von Sankt Ottilien ablegte, fasste Benno den Entschluss, ebenfalls in das Kloster St. Ottilien einzutreten. Zehn Tage nach der Professfeier seines Bruders schrieb der 18-Jährige am 31. Oktober 1906 sein Aufnahmegesuch. Am 13. Januar 1908 wurde Grahamer in das Noviziat aufgenommen und erhielt dabei den Ordensnamen Josef. Am 16. Oktober 1910 legte er seine Zeitlichen Gelübde ab.
Am 7. Januar 1911 wurde er von St. Ottilien nach Korea geschickt. Seine Ewigen Gelübde legte Grahamer am 23. März 1913 in Seoul in einem Kloster mit Handwerkerschule ab. Er übernahm auch die Aufgaben eines Krankenpflegers und sein Ruf als Heiler verbreitete sich schnell über die Klostermauern der Territorialabtei Tokwon hinweg. Mit Unterstützung des staatlichen Hospitals in Seoul erlangte Bruder Josef 1928 ein japanisch-kaiserliches Medizinerdiplom, das ihn zur Ausübung der ärztlichen Praxis berechtigte. Er stand als Arzt allen zur Verfügung, man behauptete, es seien pro Jahr 18.000 Menschen gewesen, die seine Hilfe suchten.
Mit der Vertreibung der japanischen Besatzer durch die Rote Armee im August 1945 hielt der Kommunismus auch in Korea Einzug. Josef Grahamer wurde unter einem Vorwand als einer der ersten am 28. April 1949 gefangen genommen und in das Gefängnis der Hauptstadt von Pjöngjang verbracht. Es folgte eine fünfmonatige Tortur im Gefängnis von Pjöngjang. Als im Oktober 1950 die UN-Truppen auf dem Vormarsch waren, traten die nordkoreanischen Truppen den Rückzug an. In diesem Zusammenhang wurden in den Tagen vom 3. bis zum 11. Oktober 1950 acht Ordenspriester und drei Klosterbrüder im Gefängnis von Pjöngjang von den Nordkoreanern erschossen. Auch Josef Grahamer wurde am 4. Oktober 1950 hingerichtet und wurde so zu einem der Märtyrer von Tokwon.
Im Mai 2007 wurde der Seligsprechungsprozess eingeleitet.